# Bisalti

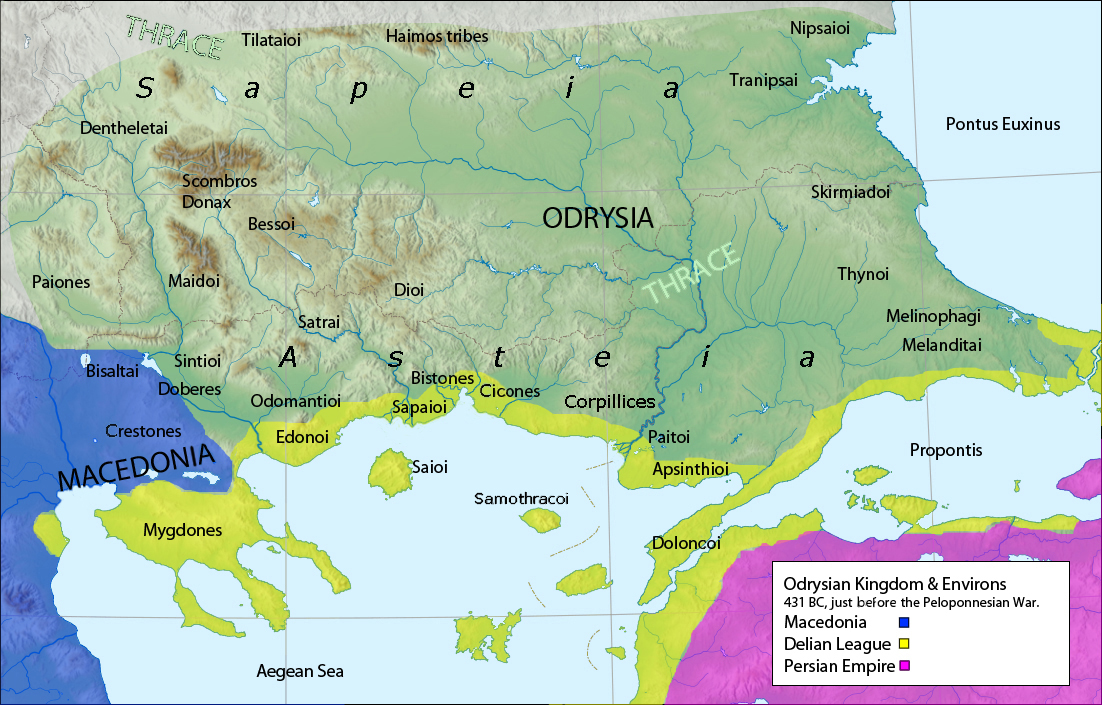
Locaţia aproximativă a bisaltiilor

Bisaltii (în limba greacă: "Βισάλται") au fost un popor trac.

## Istoria
Ei au fost situați pe cursul inferior al râului "Strymon" (actualmente Struma), ei au dat numele lor districtului "Bisaltia", care se afla între "Amfipolis" și "Heraclea Sintica"  (astăzi satul "Rupite", Bulgaria), la est și "Crestonice" la vest. S-au îndreptat, de asemenea, spre peninsulele Acte și Pallene în sud, dincolo de râul Nestus în est, și se spune chiar că au prădat Cardia. 
Sub un rege separat la momentul războaielor greco-persane, aceștia au fost anexați de către Alexandru I (498 î.Hr.-454 î.Hr.) la regatul Macedoniei. La împărțirea Macedoniei în patru districte de către romani, după bătălia de la "Pydna" (168), bisaltii au fost incluși în Macedonia Prima.
Țara lor a fost bogată în smochine, viță-de-vie și măslini; minele de argint din zona muntelui Dysorum au adus un talant pe zi, pentru cuceritorul lor Alexandru I . Bisaltii sunt menționați de Vergilius în legătură cu tratamentul bolilor de oi. Faptul că eponimul lor spune că a fost fiul lui Helios și Ge arată o așezare foarte devreme în district.